# Galmaarden
Galmaarden là một đô thị ở tỉnh Vlaams-Brabant. Đô thị này bao gồm các thị xã Galmaarden, Tollembeek và Vollezele. Tại thời điểm ngày 1 tháng 1 năm 2006, Galmaarden có tổng dân số 8.058 người. Tổng diện tích là 34,93 km² với mật độ dân số là 231 người trên mỗi km². 